# Campeonato Asiático de Triatlón
El Campeonato Asiático de Triatlón es la máxima competición a nivel asiático de triatlón. Es organizado desde 1993 por la Confederación Asiática de Triatlón. Se realizan las competiciones masculina y femenina, y desde 2011 una competición mixta por relevos.

## Ediciones
| N.º   | Año  | Sede           | País          |
| ----- | ---- | -------------- | ------------- |
| I     | 1993 | Tianjin        | China         |
| II    | 1994 | Seúl           | Corea del Sur |
| III   | 1995 | Kota Kinabalu  | Malasia       |
| IV    | 1996 | Chennai        | India         |
| V     | 1997 | Bahía de Súbic | Filipinas     |
| VI    | 1998 | Changi         | Singapur      |
| VII   | 1999 | Sokcho         | Corea del Sur |
| VIII  | 2000 | Gamagori       | Japón         |
| IX    | 2001 | Kota Kinabalu  | Malasia       |
| X     | 2002 | Xuzhou         | China         |
| XI    | 2004 | Bahía de Súbic | Filipinas     |
| XII   | 2005 | Singapur       | Singapur      |
| XIII  | 2006 | Jiayuguan      | China         |
| XIV   | 2007 | Tongyeong      | Corea del Sur |
| XV    | 2008 | Cantón         | China         |
| XVI   | 2009 | Incheon        | Corea del Sur |
| XVII  | 2011 | Yilan          | Taiwán        |
| XVIII | 2012 | Tateyama       | Japón         |
| XIX   | 2013 | Bahía de Súbic | Filipinas     |
| XX    | 2015 | Nueva Taipéi   | Taiwán        |
| XXI   | 2016 | Hatsukaichi    | Japón         |
| XXII  | 2017 | Palembang      | Indonesia     |
| XXIII | 2019 | Gyeongju       | Corea del Sur |
| XXIV  | 2021 | Hatsukaichi    | Japón         |
| XXV   | 2022 | Aktau          | Kazajistán    |
| XXVI  | 2024 | Hatsukaichi    | Japón         |

## Palmarés

### Masculino
| N.º   | Año  | Sede                        | Oro                         | Plata                         | Bronce                    |
| ----- | ---- | --------------------------- | --------------------------- | ----------------------------- | ------------------------- |
| I     | 1993 | Tianjin ( China)            | No disponible               | No disponible                 | No disponible             |
| II    | 1994 | Seúl ( Corea del Sur)       | No disponible               | No disponible                 | No disponible             |
| III   | 1995 | Kota Kinabalu ( Malasia)    | No disponible               | No disponible                 | No disponible             |
| IV    | 1996 | Chennai ( India)            | No disponible               | No disponible                 | No disponible             |
| V     | 1997 | Bahía de Súbic ( Filipinas) | Takumi Obara Japón          | Junichi Yamamoto Japón        | Hideo Nakagome Japón      |
| VI    | 1998 | Changi ( Singapur)          | Takumi Obara Japón          | Junichi Yamamoto Japón        | Motofumi Kojima Japón     |
| VII   | 1999 | Sokcho ( Corea del Sur)     | Dmitri Gaag · Kazajistán    | Hideo Fukui Japón             | Junichi Yamamoto Japón    |
| VIII  | 2000 | Gamagori ( Japón)           | Dmitri Gaag · Kazajistán    | Mijaíl Kuznetsov · Kazajistán | Hiroyuki Nishiuchi Japón  |
| IX    | 2001 | Kota Kinabalu ( Malasia)    | Hiroyuki Nishiuchi Japón    | Junichi Yamamoto Japón        | Ryosuke Yamamoto Japón    |
| X     | 2002 | Xuzhou ( China)             | Danylo Sapunov · Kazajistán | Hiroyuki Nishiuchi Japón      | Dmitri Gaag · Kazajistán  |
| XI    | 2004 | Bahía de Súbic ( Filipinas) | Dmitri Gaag · Kazajistán    | Danylo Sapunov · Kazajistán   | Hirokatsu Tayama Japón    |
| XII   | 2005 | Singapur ( Singapur)        | Chris Hill Australia        | Junichi Yamamoto Japón        | Yuichi Hosoda Japón       |
| XIII  | 2006 | Jiayuguan ( China)          | Hirokatsu Tayama Japón      | Danylo Sapunov · Kazajistán   | Zhang Yiming China        |
| XIV   | 2007 | Tongyeong ( Corea del Sur)  | Danylo Sapunov · Kazajistán | Hirokatsu Tayama Japón        | Ivan Morozov Uzbekistán   |
| XV    | 2008 | Cantón ( China)             | Ryosuke Yamamoto Japón      | Danylo Sapunov · Kazajistán   | Yuichi Hosoda Japón       |
| XVI   | 2009 | Incheon ( Corea del Sur)    | Ryosuke Yamamoto Japón      | Hirokatsu Tayama Japón        | Jiang Zhihang China       |
| XVII  | 2011 | Yilan ( Taiwán)             | Yuichi Hosoda Japón         | Ryosuke Yamamoto Japón        | Heo Min-Ho Corea del Sur  |
| XVIII | 2012 | Tateyama ( Japón)           | Yuichi Hosoda Japón         | Hirokatsu Tayama Japón        | Ryosuke Yamamoto Japón    |
| XIX   | 2013 | Bahía de Súbic ( Filipinas) | Yuichi Hosoda Japón         | Jiang Zhihang China           | Ryosuke Yamamoto Japón    |
| XX    | 2015 | Nueva Taipéi ( Taiwán)      | Yuichi Hosoda Japón         | Ryosuke Yamamoto Japón        | Jumpei Furuya Japón       |
| XXI   | 2016 | Hatsukaichi ( Japón)        | Hirokatsu Tayama Japón      | Bai Faquan China              | Kim Ji-Hwan Corea del Sur |
| XXII  | 2017 | Palembang ( Indonesia)      | Jumpei Furuya Japón         | Makoto Odakura Japón          | Shiruba Taniguchi Japón   |
| XXIII | 2019 | Gyeongju ( Corea del Sur)   | Oscar Coggins Hong Kong     | Takumi Hojo Japón             | Shogo Ishitsuka Japón     |
| XXIV  | 2021 | Hatsukaichi ( Japón)        | Kenji Nener Japón           | Takumi Hojo Japón             | Jumpei Furuya Japón       |
| XXV   | 2022 | Aktau · ( Kazajistán)       | Ren Sato Japón              | Kenji Nener Japón             | Makoto Odakura Japón      |
| XXVI  | 2024 | Hatsukaichi ( Japón)        | Kenji Nener Japón           | Takumi Hojo Japón             | Fan Junjie China          |

### Femenino
| N.º   | Año  | Sede                        | Oro                     | Plata                 | Bronce                       |
| ----- | ---- | --------------------------- | ----------------------- | --------------------- | ---------------------------- |
| I     | 1993 | Tianjin ( China)            | No disponible           | No disponible         | No disponible                |
| II    | 1994 | Seúl ( Corea del Sur)       | No disponible           | No disponible         | No disponible                |
| III   | 1995 | Kota Kinabalu ( Malasia)    | No disponible           | No disponible         | No disponible                |
| IV    | 1996 | Chennai ( India)            | No disponible           | No disponible         | No disponible                |
| V     | 1997 | Bahía de Súbic ( Filipinas) | Mariko Yamazaki Japón   | Haruna Hosoya Japón   | Wang Dan China               |
| VI    | 1998 | Changi ( Singapur)          | Haruna Hosoya Japón     | Yukie Koumegawa Japón | Hiromi Ogawara Japón         |
| VII   | 1999 | Sokcho ( Corea del Sur)     | Akiko Hirao Japón       | Haruna Hosoya Japón   | Machiko Nakanishi Japón      |
| VIII  | 2000 | Gamagori ( Japón)           | Haruna Hosoya Japón     | Yukie Koumegawa Japón | Kiyomi Niwata Japón          |
| IX    | 2001 | Kota Kinabalu ( Malasia)    | Machiko Nakanishi Japón | Miyuki Biwata Japón   | Xing Lin China               |
| X     | 2002 | Xuzhou ( China)             | Akiko Sekine Japón      | Miyuki Biwata Japón   | Shi Meng China               |
| XI    | 2004 | Bahía de Súbic ( Filipinas) | Akiko Sekine Japón      | Wang Hongni China     | Machiko Nakanishi Japón      |
| XII   | 2005 | Singapur ( Singapur)        | Wang Hongni China       | Pip Taylor Australia  | Andrea Hewitt Nueva Zelanda  |
| XIII  | 2006 | Jiayuguan ( China)          | Ai Ueda Japón           | Saori Ohmatsu Japón   | Akiko Sekine Japón           |
| XIV   | 2007 | Tongyeong ( Corea del Sur)  | Akiko Sekine Japón      | Ai Ueda Japón         | Juri Ide Japón               |
| XV    | 2008 | Cantón ( China)             | Ai Ueda Japón           | Kiyomi Niwata Japón   | Juri Ide Japón               |
| XVI   | 2009 | Incheon ( Corea del Sur)    | Tomoko Sonoda Japón     | Ai Ueda Japón         | Akane Tsuchihashi Japón      |
| XVII  | 2011 | Yilan ( Taiwán)             | Kiyomi Niwata Japón     | Tomoko Sonoda Japón   | Mariko Adachi Japón          |
| XVIII | 2012 | Tateyama ( Japón)           | Mariko Adachi Japón     | Yuka Sato Japón       | Ai Ueda Japón                |
| XIX   | 2013 | Bahía de Súbic ( Filipinas) | Mariko Adachi Japón     | Yuka Sato Japón       | Fan Dan China                |
| XX    | 2015 | Nueva Taipéi ( Taiwán)      | Ai Ueda Japón           | Juri Ide Japón        | Mariko Adachi Japón          |
| XXI   | 2016 | Hatsukaichi ( Japón)        | Ai Ueda Japón           | Yurie Kato Japón      | Yuka Sato Japón              |
| XXII  | 2017 | Palembang ( Indonesia)      | Yuko Takahashi Japón    | Aoi Kuramoto Japón    | Sena Takahashi Japón         |
| XXIII | 2019 | Gyeongju ( Corea del Sur)   | Ai Ueda Japón           | Juri Ide Japón        | Arina Shulguina · Kazajistán |
| XXIV  | 2021 | Hatsukaichi ( Japón)        | Zhong Mengying China    | Yuka Sato Japón       | Ai Ueda Japón                |
| XXV   | 2022 | Aktau · ( Kazajistán)       | Yuko Takahashi Japón    | Lin Xinyu China       | Yang Yifan China             |
| XXVI  | 2024 | Hatsukaichi ( Japón)        | Yuko Takahashi Japón    | Lin Xinyu China       | Yang Yifan China             |

### Relevo mixto
| N.º  | Año  | Sede                        | Oro                                                            | Plata                                                               | Bronce |
| ---- | ---- | --------------------------- | -------------------------------------------------------------- | ------------------------------------------------------------------- | --- |
| I    | 2011 | Yilan ( Taiwán)             | Japón                                                          | Corea del Sur                                                       | Hong Kong |
| II   | 2012 | Tateyama ( Japón)           | Japón                                                          | Corea del Sur                                                       | China |
| III  | 2013 | Bahía de Súbic ( Filipinas) | China                                                          | Japón                                                               | Hong Kong |
| IV   | 2015 | Nueva Taipéi ( Taiwán)      | Japón Yuka Sato Jumpei Furuya Ai Ueda Yuichi Hosoda            | Corea del Sur Jeong Hye-Rim Heo Min-Ho Kim Ji-Yeon Kim Ji-Hwan      | Hong Kong Hilda Choi Law Leong Tim Cheung Ting Yan Joyce Michael Lam                                                     |
| V    | 2016 | Hatsukaichi ( Japón)        | Corea del Sur Jeong Hye-Rim Kim Ji-Hwan Kim Ji-Yeon Heo Min-Ho | Japón Minami Kubono Ryousuke Maeda Hiraku Fukuoka Shiruba Taniguchi | Hong Kong Hilda Choi Wong Hui Wai Camden Richter Oscar Coggins China Zhong Mengying Xu Zheng Wang Lianyuan Jiang Zhihang |
| VI   | 2017 | Palembang ( Indonesia)      | Japón Yuko Takahashi Yuichi Hosoda Fuka Sega Jumpei Furuya     | Corea del Sur Jeong Hye-Rim Kim Ji-Hwan Kim Ji-Yeon Lee Ji-Hong     | China Wei Wen Chen Qing Liu Yiming Liu Chen                                                                              |
| VII  | 2019 | Gyeongju ( Corea del Sur)   | Japón Yuka Sato Takumi Hojo Juri Ide Kenji Nener               | China Zhang Yi Xu Zheng Zhong Mengying Bai Faquan                   | Corea del Sur Park Ye-Jin Kim Ji-Hwan Kim Ji-Yeon Jeong Woo-Sik                                                          |
| VIII | 2022 | Aktau · ( Kazajistán)       | Japón Ren Sato Yuko Takahashi Kenji Nener Minori Ikeno         | Hong Kong Jason Ng Hilda Choi Oscar Coggins Charlotte Hall          | China Fan Junjie Yang Yifan Wang Nanhe Lin Xinyu                                                                         |

## Medallero histórico
- Actualizado hasta Hatsukaichi 2024.[1]

| Núm. | País          | Oro | Plata | Bronce | Total |
| ---- | ------------- | --- | ----- | ------ | ----- |
| 1    | Japón         | 41  | 36    | 29     | 106   |
| 2    | Kazajistán    | 5   | 4     | 2      | 11    |
| 3    | China         | 3   | 6     | 13     | 22    |
| 4    | Corea del Sur | 1   | 4     | 3      | 8     |
| 5    | Hong Kong     | 1   | 1     | 4      | 6     |
| 6    | Australia     | 1   | 1     | 0      | 2     |
| 7    | Nueva Zelanda | 0   | 0     | 1      | 1     |
| 7    | Uzbekistán    | 0   | 0     | 1      | 1     |
|      | TOTAL         | 52  | 52    | 53     | 157   |